# Сърбеж
Сърбежът представлява кожно раздразнение, което води до разчесване.

## Причини
Сърбежът може да стане от ухапване от комар, бълха и други.
Сърбежът може да бъде предизвикан и от:
- Алергия
- Краста
- Бръснене
- Варицела
- Уртикария
- Захарен диабет
- Жълтеница
- Менопауза
- Екзема
- Психични заболявания
- Болести на щитовидната жлеза